# Société l'éclairage électrique
La Société l'éclairage électrique est créée en 1887 dans la banlieue nord de Paris. Elle est fondée par Hippolyte Fontaine.
Elle déménage en 1890 pour s'installer dans le 15e arrondissement de la capitale, à l'angle de la rue Lecourbe (au no 250) et de la rue de la Convention,.
C'était une entreprise de construction de moteurs électriques, dynamos, alternateurs et différents appareils de mesures électriques.
Avant d'être reprise par Thomson Houston, la société a été développée par Lazare Lévi son directeur.  
Elle est reprise en 1918 par la Compagnie française pour l'exploitation des procédés Thomson-Houston (CFTH). Lazare Lévi devient alors administrateur Directeur Général de la compagnie française Thomson-Houston.
À son décès, il est indiqué : "C'est une des grandes figures de l'industrie française qui vient de disparaître en la personne de M. Lazare Lévi, directeur général de la Compagnie Thomson Houston, officier de la Légion d'honneur, enlevé dans la pleine force de l'âge, après une maladie qui le minait depuis des mois. Seuls les initiés savent à quel degré éminent Lazare Lévi possédait à la fois les qualités du technicien et celles de l'homme d'affaires de haute envergure, du réalisateur puissant.
À sa sortie de l'École Centrale des Arts et Manufactures, il avait été attaché comme ingénieur à la Société « l’Éclairage électrique ». À ce moment déjà, il fut distingué par M. Loucheur, et quand celui-ci devint président du Conseil d'administration de la Société, il fit désigner Lazare Lévi comme directeur